# Rita Werner
Rita-Graciela Werner (* 1965 in Hamburg) ist eine deutsche Journalistin, Drehbuchautorin, Moderatorin, Fernsehproduzentin, Medientrainerin und Geschäftsführerin einer Veranstaltungsagentur. Werner ist Tochter eines deutschen und einer Spanierin.

## Leben
Rita Werner begann ihre Fernsehkarriere 1987 als Moderatorin der ZDF-Sendung International Newcomers. Es folgten acht Jahre bei Sat.1 (u. a. in Guten Morgen mit SAT.1 als Wettermoderatorin, Der goldene Schuß, Fort Boyard). 1992 wechselte sie zu Tele 5 und moderierte gemeinsam mit Thomas Ohrner Live am Morgen und Cinemathek. Werner schrieb außerdem Drehbücher für ARD-Fernsehserie Wildbach. Bei tv.münchen war Rita Werner u. a. Wiesn-Reporterin. Seit Ende November 1999 moderierte sie dort Gut beraten München. Experten gaben dort Tipps rund um Kino, Freizeit und Leben. Zudem arbeitete sie als Produzentin und Medientrainerin in München. Zwischen 2001 und 2007 veröffentlichte Werner im Eichborn Verlag fünf Bände der Fragespiel-Reihe Let’s Talk!. Werner produzierte zusammen mit Peter Popp den Planetarium-Film Adamas – das Reich des Lichts (2007), der 2007 und 2009 mehrere internationale Preise erhielt.
Rita Werner ist seit Januar 2012 Geschäftsführerin der Agentur „essence of life“, die Workshops zu Wellness, Schönheit/Körperpflege, Kunst und Unterhaltung anbietet.